# Klotsporig murkla
Klotsporig murkla (Gyromitra sphaerospora) är en mycket sällsynt svamp som 1999 endast hade hittats sex gånger i Jämtland, Ångermanland och Medelpad samt för första gången på 1940-talet i södra Uppland. Den verkar mest trivas i örtrik barrskog, efter skogsvägar, intill virkesupplag och på soptippar. Svampen liknar stenmurklan (Gyromitra esculenta) och den bleka stenmurklan (Discina gigas). Säkrast skiljer man arterna genom att i mikroskop studera sporerna där man ser att sporerna från klotsporig murkla är alldeles runda med en diameter på 8 - 12 mikrometer. Man vet inte säkert om svampen är ätlig eller giftig.
2011 gjordes ett stort fynd av omkring 100 svampar på en naturlig växtplats, en grov asplåga i Mjällådalen i Ljustorps socken, Medelpad. Fyndet sades vara en sensation i svampkretsar. Den största svampkroppen mätte 22 cm.